# Дева Мария Анунциата
Дева Мария Анунциата (на италиански, Vergine Maria Annunciata di Palermo) е картина на италианския ренесансов художник Антонело да Месина, нарисувана през 1476. Картината е изпълнена с темпера върху дърво, с размери 34,5 Х 45 см. и е изложена в Регионална галерия на Сицилия в Палермо. Една от най-красивите картини в цялата история на изобразителното изкуство, и един от най-големите шедьоври на италианския Ренесанс.